# Christian Bujeau
Christian Bujeau (ur. 14 października 1944 w Charron) – francuski aktor filmowy.
Dużą popularność przyniosła mu rola w filmie Goście, goście i jego sequelu.

## Filmografia
- 1979: Jak miły synek zabił tatę
- 1979: Smażalnia - Rodolphe
- 1986: Bitumes (short) - aktor
- 1993: Goście, goście (Les Visiteurs) - Jean-Pierre
- 1994: Consentement mutuel - dyrektor Agencji
- 1994: Maszyna - Martial
- 1996: Golden Boy - Jean-Dominique
- 1996: Słodki Pйdale - Dr. Sйverine
- 1997: Królowie życia - Tom
- 1997: Mężczyzna idealny - minister
- 1998: Goście, goście II – korytarz czasu (Les Couloirs du temps: Les visiteurs 2)  - Jean-Pierre
- 2000: Krowa i prezydent - Jean-Rene Moussard
- 2001: Czy mogę cię okłamać? 2 - L'avoca/Lawyer
- 2007: Czerwona oberża - kapitan